# Seznam gibraltarských ordinářů a biskupů

## Apoštolští vikáři
- 1816-1839 : John Baptist Nosardy Zino, od 1836 biskup (poté i další biskupové-apoštolští vikáři)
- 1839-1856 : Henry Hughes
- 1857-1880 : John Baptist Scandella
- 1881-1898 : Gonzalo Canilla
- 1899-1901 : James Bellord
- 1901-1910 : Remigio Guido Barbieri

### Biskupové
- 1910-1927 : Henry Gregory Thompson
- 1927-1956 : Richard Joseph Fitzgerald
- 1956-1973 : John Farmer Healy
- 1973-1984 : Edward Rapallo
- 1985-1998 : Bernard Patrick Devlin
- 1998-2010 : Charles Caruana
- 2010-2014 : Ralph Heskett
- od 2016 : Carmelo Zammit